# Медведев, Леонид Васильевич
Леонид Васильевич Медве́дев (17 октября 1906 года, Рига, Лифляндская губерния, — 28 ноября (1 декабря) 1984 года, Ленинград) — советский оператор и режиссёр научно-популярного кино.

## Биография
Родился в 1906 году в Риге. Член ВКП(б). Работал кинооператором на Ленинградской студии кинохроники. В 1929—1933 годах — помощник оператора, оператор Ленинградской кинофабрики «Совкино».
С 1933 года — оператор, оператор-мультипликатор киностудии «Лентехфильм».
Во время Великой Отечественной войны — кинооператор Ленинградского фронта. В марте 1945 года направлен в распоряжение отдела фронтовых киногрупп ЦСДФ. С 1945 года — оператор, режиссёр киностудии «Леннаучфильм».

## Награды и премии
- Сталинская премия I степени (1946) — за съёмки к кинокартине «К вопросу о перемирии с Финляндией» (1944) производства ЦСДФ и Ленинградской студии кинохроники
- Орден Отечественной войны II степени (12.10.1944)
- Медаль «За оборону Ленинграда» (1942)
- Медаль «За победу над Германией в Великой Отечественной войне 1941—1945 гг.» (1945)